# Otoblastus philanthoides
Otoblastus philanthoides är en stekelart som först beskrevs av Cresson 1868.  Otoblastus philanthoides ingår i släktet Otoblastus och familjen brokparasitsteklar. Inga underarter finns listade i Catalogue of Life.